# مک‌کونل ای‌اف‌بی، کانزاس
مک‌کونل ای‌اف‌بی (به انگلیسی: McConnell AFB) شهری در ایالت کانزاس کشور ایالات متحده آمریکا است که جمعیت آن در سرشماری سال ۲۰۱۰ میلادی، ۱٬۷۷۷ نفر بوده‌است.